# Ptychotricos zeus
Ptychotricos zeus là một loài bướm đêm thuộc phân họ Arctiinae, họ Erebidae.